# Kopeckého pramen
Kopeckého pramen je přírodní památka v severozápadní části města Plzeň, v městské častí Lochotín. Předmětem ochrany je minerální pramen, který má velký historický a kulturní význam pro Plzeň město. V minulosti tento pramen byl využíván jako zdroj tzv. plzeňské lázeňské vody. Přírodní památkou bylo území vyhlášeno 13. června 1984. Chráněné území je ve správě Krajského úřadu Plzeňského kraje.
Lesní část přírodní památky představuje různé druhy stromů a mechů, například olše lepkavá (Alnus glutinosa), jeřáb ptačí (Sorbus aucuparia), lípa srdčitá (Tilia cordata), hloh obecný (Crataegus laevigata), měřík čeřitý (Plagiomnium undulatum), brvitec překrásný (Ptilidium pilcherrimum) a další známe zástupce. V lese hnízdí řada různých ptáků, charakteristických pro této území, například slavík obecný (Luscinia megarhynchos), datel černý (Dryocopus martius), kos černý (Turdus merula).

## Lokalita
Přírodní památka se nachází v okrese Plzeň-město v katastrálním území Plzeň v areálu nemocnice PRIVAMED v Kotíkovské ulici. Její rozloha je 0,42 ha a nadmořská výška se pohybuje od 346 do 355 metrů. Vzhledem ke svému umístění v karbonských sedimentech je bohatý obsah minerálních látek výjimečný. V bažinatém okolí existovalo mnoho jiných pramenů považovaných za léčivé.

## Historie
Přírodní památkou bylo území vyhlášeno 13. června 1984. Přírodní památka se nachází ve správě Krajského úřadu Plzeňského kraje. Kopeckého minerální pramen byl pojmenovaný plzeňském purkmistrovi Martinu Kopeckém. V roce 1833 byl pramen využíván pro pitné účely. Další využití pramenu bylo pro vanové koupele v Lochotínských lázních (dnes Lochotínský pavilon). Ale pramen vydal mnohem méně vody než bylo potřeba pro lázeňské účely. Proto byla postavena hluboká studna a do léčebného pramene byly svedeny okolní nekvalitní prameny, které zhoršily léčivy účinek vody. Voda byla silně železitá, její barva a chuť se změnily do nekvalitního stavu. Pak v těchto letech byla postavena velká kamenná kolonáda v pseudoklasicistním stylu, později nahrazená dřevěným altánem. Využití vody z pramenu k léčebným účelům zvažoval plzeňský lékař Bernard Říha (1740–1794). Podle něj měla voda světle oranžovou barvu způsobenou velkým obsahem železa, manganu, síranů a oxidu uhličitého. V současné době podle platných kritérií nejde o minerální vodu, ale v minulosti se mohlo jednat o přírodní léčivou vodu. Takže do pramene se dostávají i vody povrchové z pozemku severně od prameniště. Tato voda teče do jezírka, které se nachází pod chráněným územím.

## Přírodní poměry

### Geologie
Minerální pramen má plošné prameniště s rozlohou 150 m² (10 × 15 metrů). Vývěr má poměrně velkou vydatnost (až 0,4 l/s). Voda vytéká z karbonských hornin (sedimenty týneckého souvrství středočeského karbonu) a obsahuje značné množství železa (nad 15 mg/l). Z údajů o stálé vydatnosti pramene i o zvýšení vydatnosti v důsledku prohloubení studny, jako následek byla změna kvality vody, je možné soudit, pravděpodobně, že příčinou zhoršení kvality bylo bodové propojení dvou vrstevních pramenů. V tomto území převládají horniny: pískovec, hlíny, slíny.

### Hydrologie
Prameniště PP Kopeckého pramen představuje složitou průlinovou strukturu pramenu podzemních vod, některá zřídla jsou obohaceny železitými ionty, které následné transportovány vodou z karbonského podloží. Prameniště významnou tektonickou predispozici, se kterou mohou být spojeny především podzemní vodní toky železitých vod. Kolem 2/5 vody odtékající z výchozí části prameniště jsou ve vegetační době převedeny do kašny, která se nachází v parkově částí. Další cca 2/5 odtékající vody (již těsně mimo přírodní památku) jsou pravděpodobně nelegálně odváděny k využití mimo prameniště (způsob využití nebyl zjištěny). Zbývající část povrchových vod, cca 1/5, se svobodně rozlévá na terénní část pod sportovním hřištěm SK Lochotín. Bylo zjištěno, že vydatnosti reagují s malým zpožděním na vydatnější srážky, lze to vysvětlit také polohou prameniště v terénní sníženině podél tektonického pásma. Dotace ze srážek však budou ve spádovém povodí klesat, protože v horní části sběrného povodí dochází ke rozšiřování městské stavby i odkanalizovaných zpevněných ploch. Přírodní prameniště na místě staré studny zbudované pro bývalé lázně. Pramen byl znám již v druhé polovině 18. století a nelze vyloučit jeho středověký, nebo novověký původ. Jedná se tedy nejen o přírodní památku, ale i významnou historickou zajímavost, která souvisí přímo s historií Plzní (první polovina 19. století).

### Flóra
V chráněném území roste bohatý soubor rostlin a mechů. Ze stromů převládají javor mléč (Acer platanoides) a olše lepkavá (Alnus glutinosa). V areálu přírodní památky dále roste bříza bělokorá (Betula pendula), jeřáb ptačí (Sorbus aucuparia), jasan ztepilý (Fraxinus excelsior), lípa srdčitá (Tilia cordata), hloh obecný (Crataegus laevigata), líska obecná (Corylus avellana), topol osika (Populus tremula), vrba křehká (Salix fragilis), vrba velkolistá (Salix appendiculata) a další. Dále můžeme naleznout zde různé druhy mechů, například měřík čeřitý (Plagiomnium undulatum), brvitec překrásný (Ptilidium pilcherrimum), baňatka obecná (Brachythecium rutabulum), vijozub zkroucený (Tortella tortuosa).

### Fauna
V této oblasti jsou zastoupeny především druhy typické pro vlhké a vodní území. Díky přítomnosti vodního pramene je tato oblast přírodní památky vhodná pro hmyz, obojživelníky, plazy Česka, například kuňka obecná (Bombina bombina), ropucha zelená (Bufo viridis), skokan hnědý (Rana temporaria), ještěrka obecná (Lacerta agaikis), užovka obojková (Natrix natrix) a další zástupce. Co se týká ptáku, vyskytují se zde slavík obecný (Luscinia megarhynchos), datel černý (Dryocopus martius), sýkora koňadra (Parus major), kos černý (Turdus merula) a další zástupci charakterističtí pro tuto oblast. Při průzkumu této oblasti bylo objeveno 22 druhu živočichu .

## Předmět ochrany
Důvodem ochrany je minerální pramen kulturně historického významu. V minulosti byl využíván jako léčivý pramen s velkým obsahem minerálních látek. Ochrana hydrogeologických prvků a zachování objektu v reprezentativním stavu. Minerální pramen má kulturní a historický význam pro město Plzeň. Každý rok podle plánu péče je provedena kontrola vegetace a odstranění invazivních dřevin. V roce 1997 zde byl pro obyvatele Domova důchodců a ostatní návštěvníky zhotoven povalový chodník a lavičky. Území je ohrožené kvůli stavbě městských silnic, které s velkou pravděpodobnosti zasáhnou do ochranného pásma přírodní památky a mohou negativně ovlivnit vydatnost pramene. V minulosti v této oblasti byly prováděny činnosti jako kácení dřevin, likvidace bolševníku, odstranění náletu, oprava chodníku, obnova pruhového značení, umístění úředních a informačních tabule.

## Turismus
Z centra města Plzeň, ze zastávky sady Pětatřicátníků, jede přímá linka autobusu č.27 do zastávky Nemocnice PRIVAMED. Další variantou je z Hlavního nádraží města Plzeň pěšky, cesta zabere kolem 45 minut. Přírodní památka Kopeckého pramen se nachází v areálů blízkosti nemocnice PRIVAMED. Je zde vysoká návštěvnost je ze strany pacientů a také seniorů z Domova důchodců, který je v blízkosti přírodní památky. Jinak se nejedná o turistické místo. Nachází se tady lavičky, informační tabule, chodník a odpadkové koše pro návštěvníky této přírodní památky, které byly postavený podle plánu péče.

## Galerie

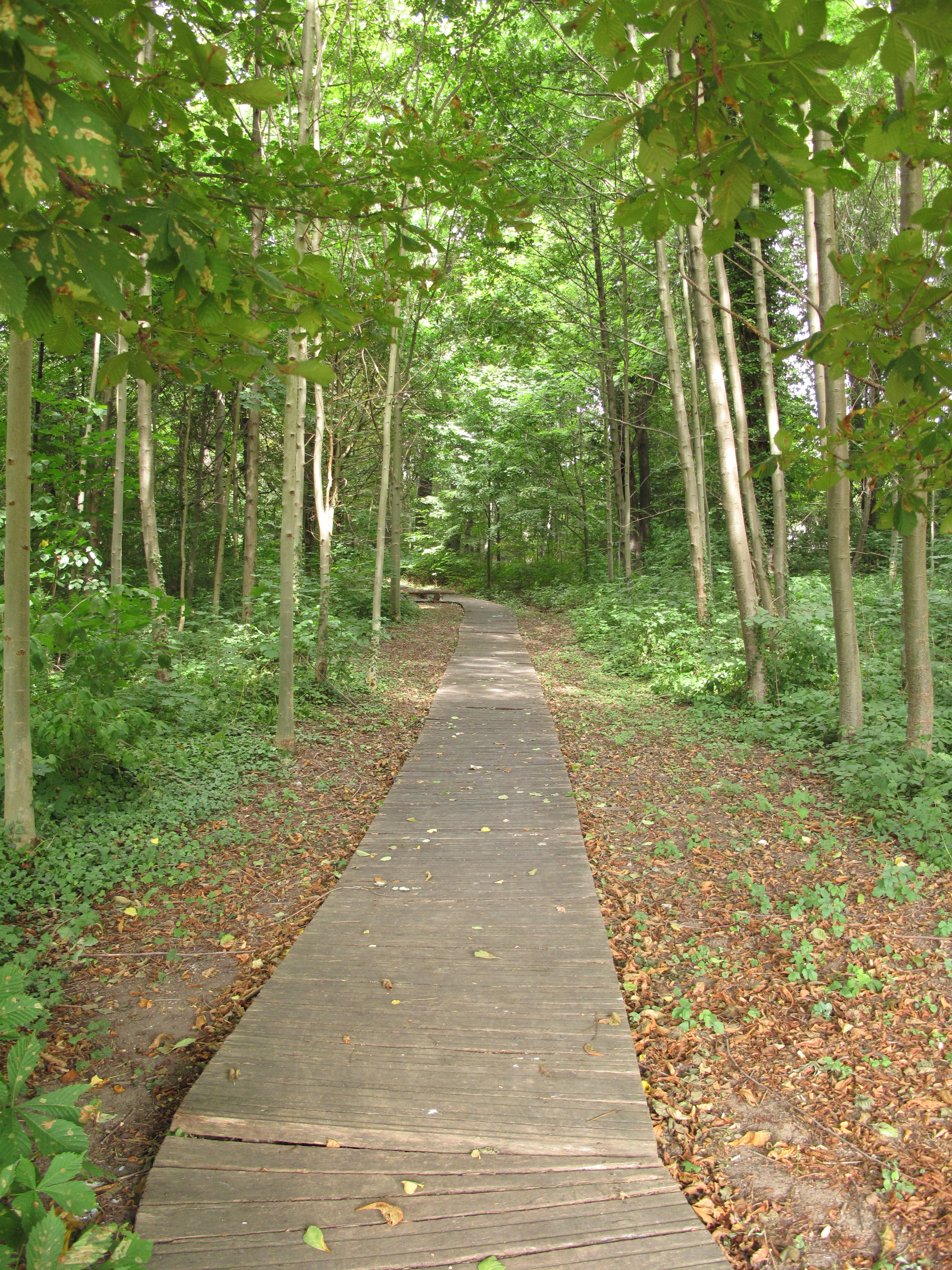
Cesta k pramenu
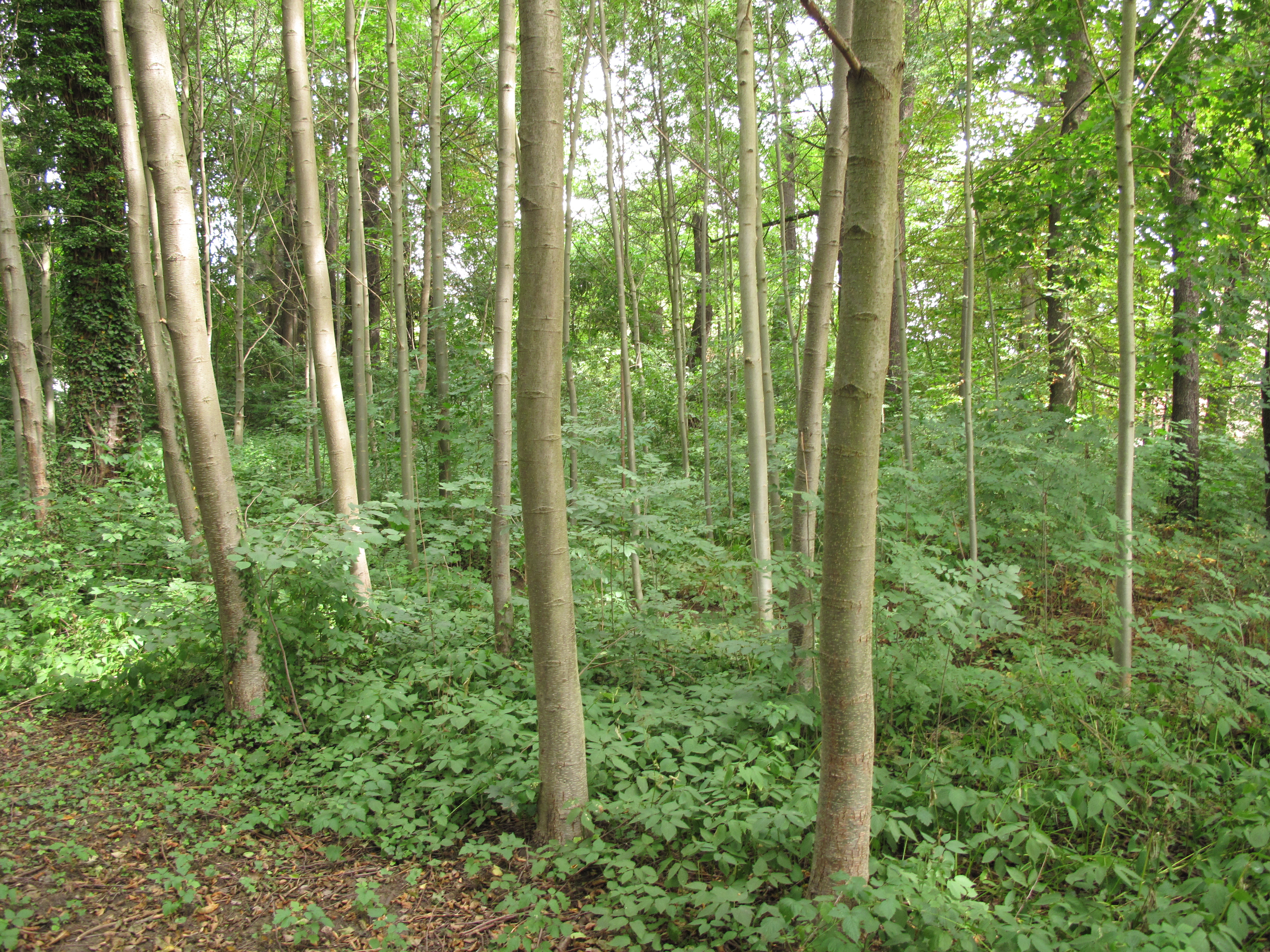
Les
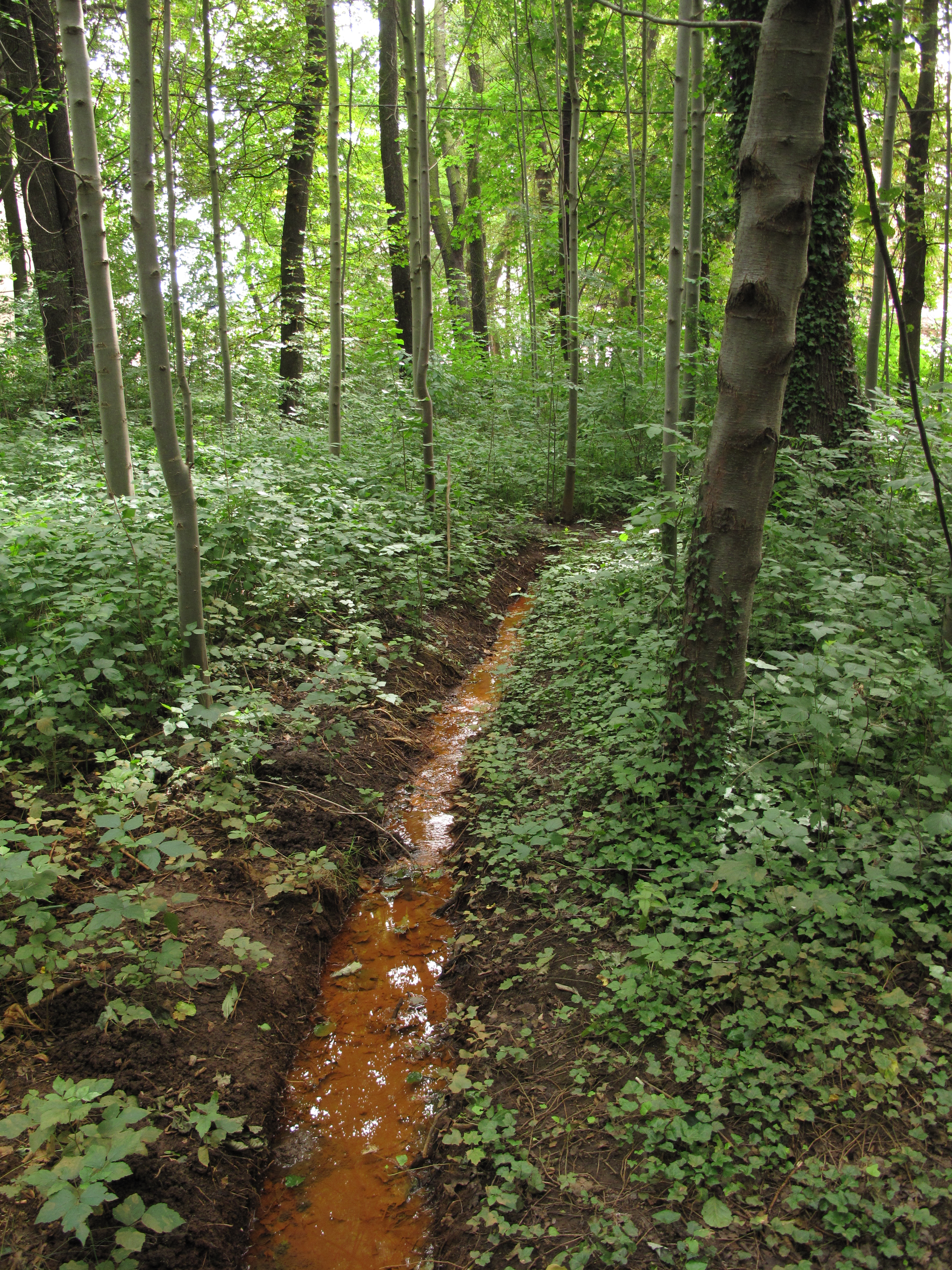
Odtok z prameniště
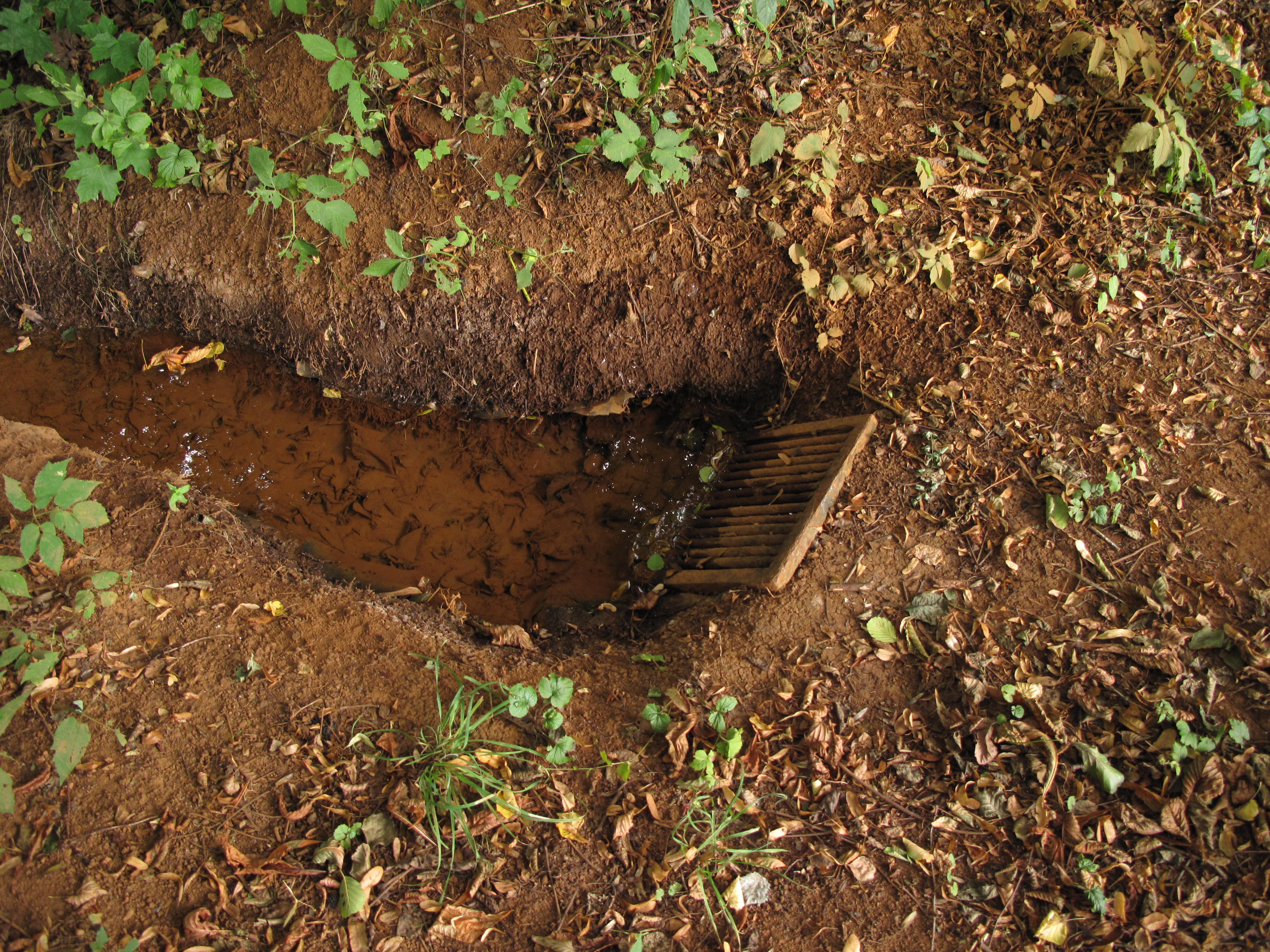
Odtok vody do kanálu
Lesní část
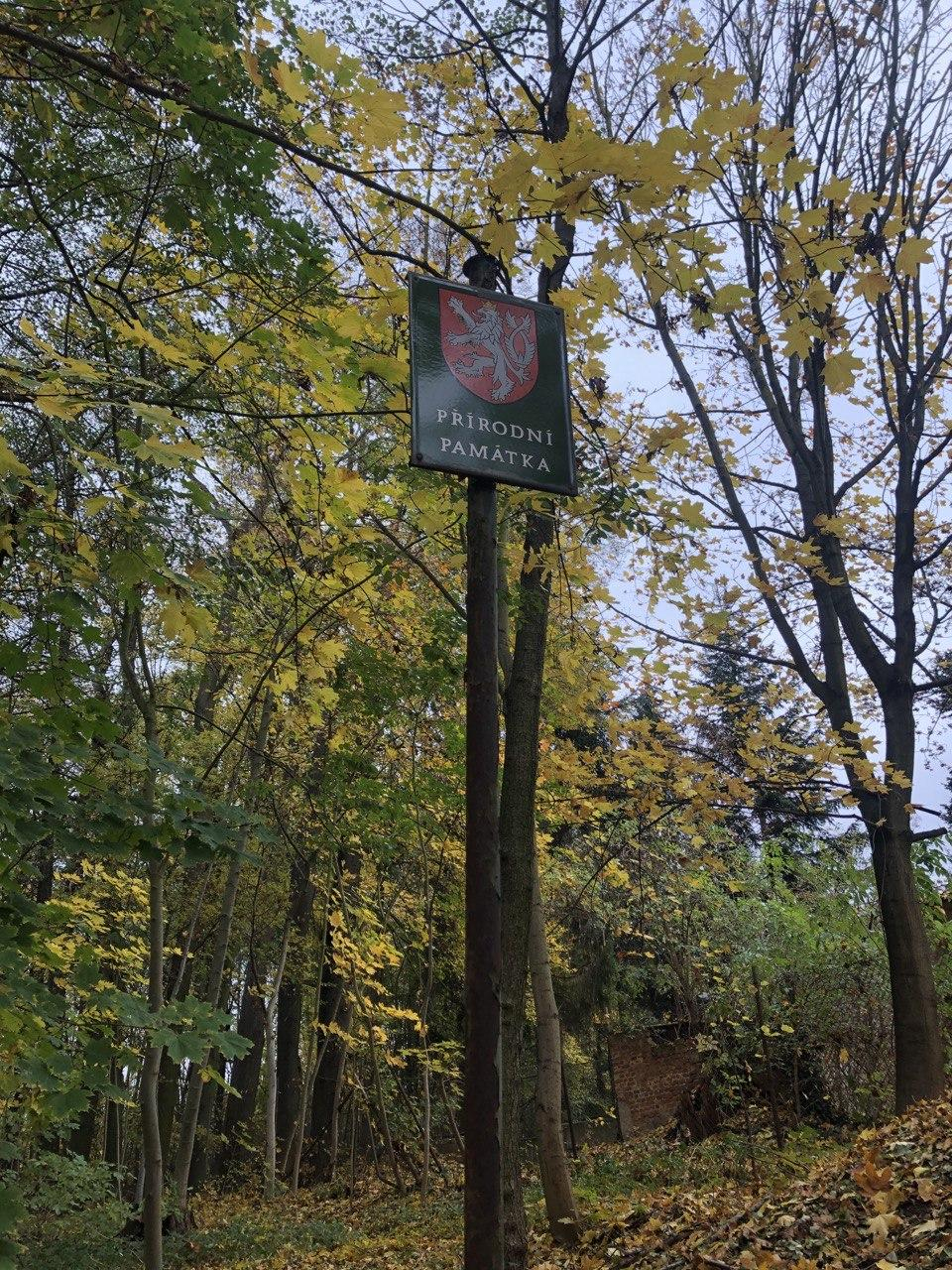
Přírodní památka
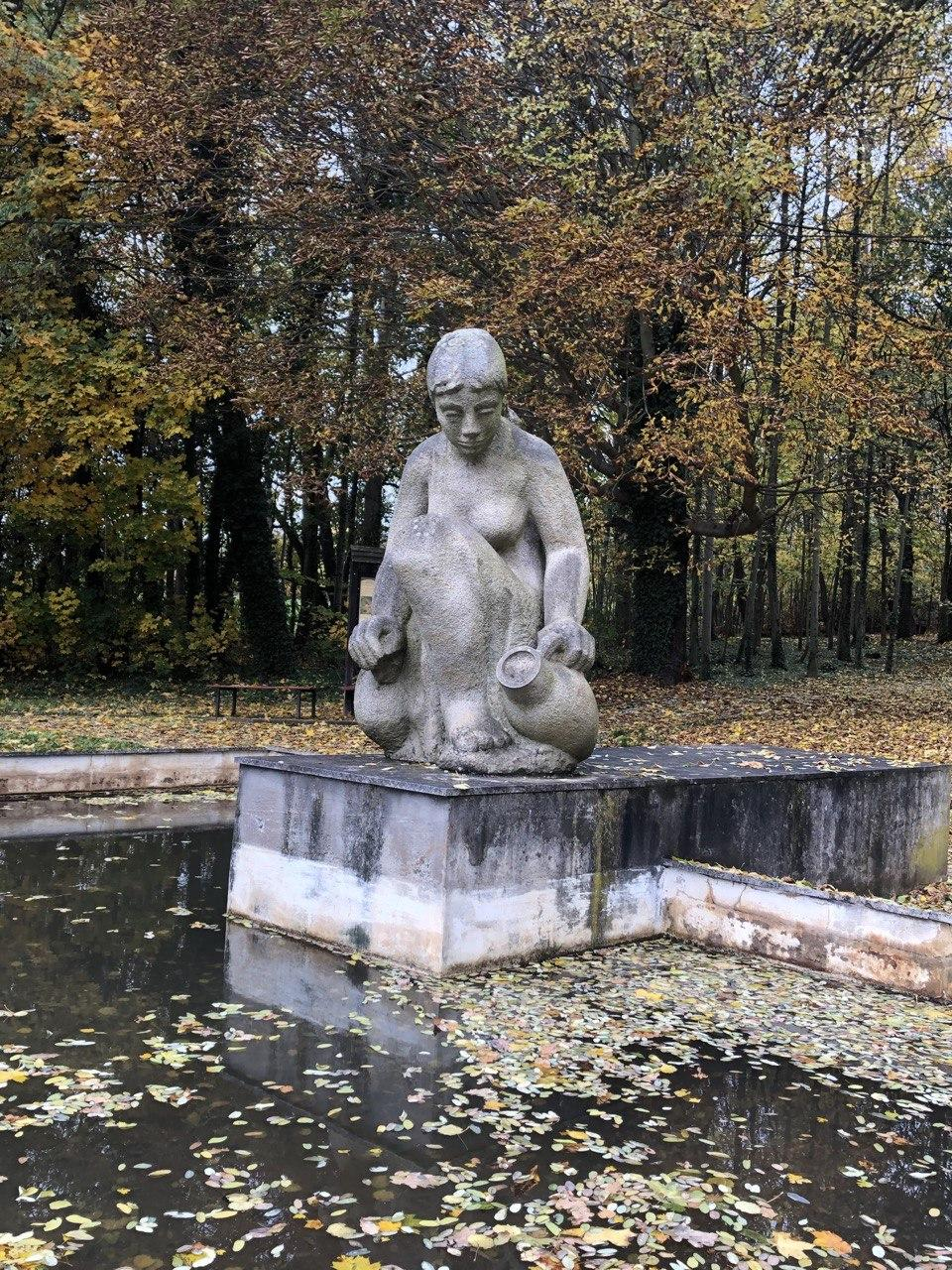
Socha Kopeckého pramenu
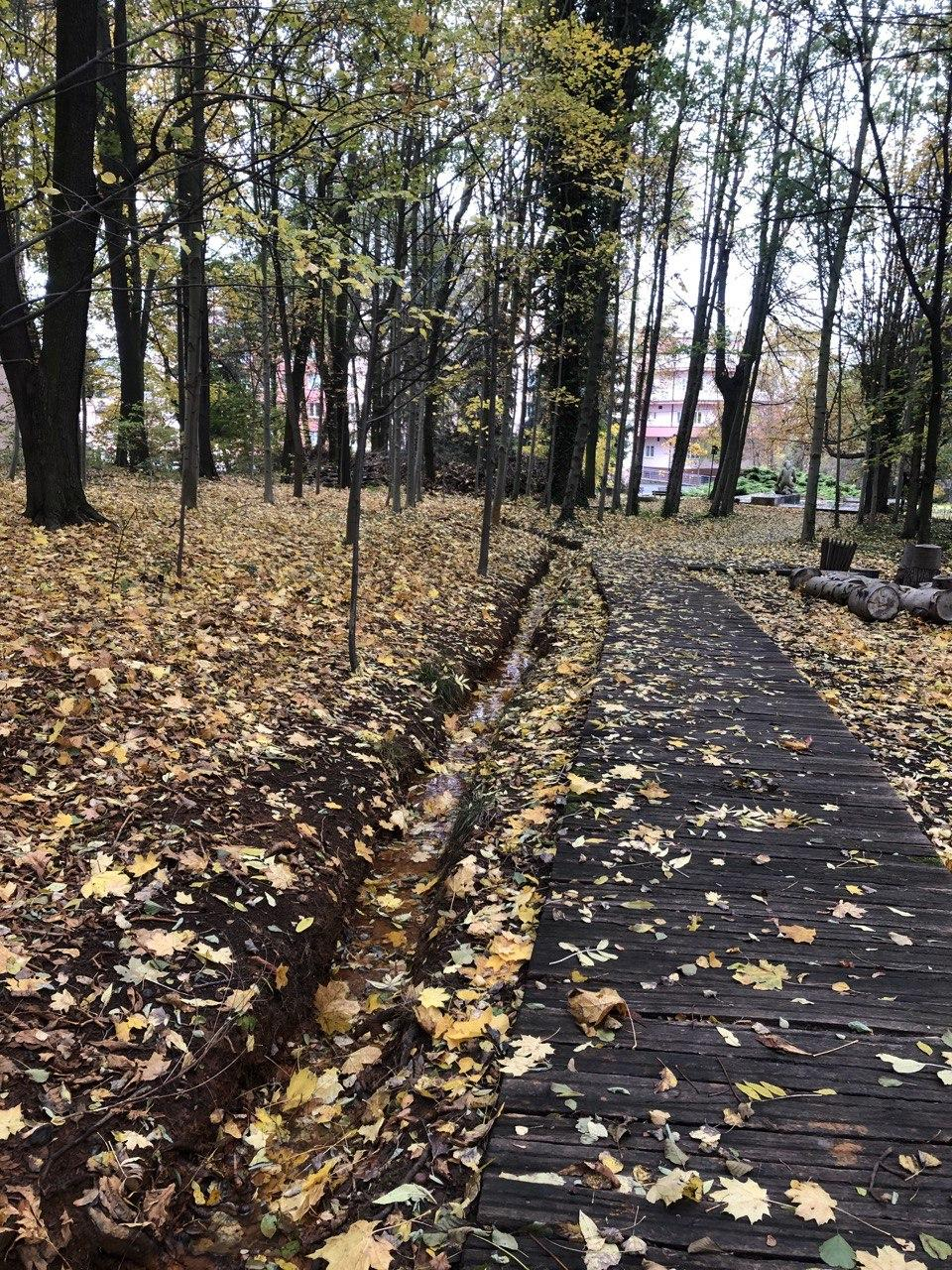
Odtok z prameniště